# Giresun

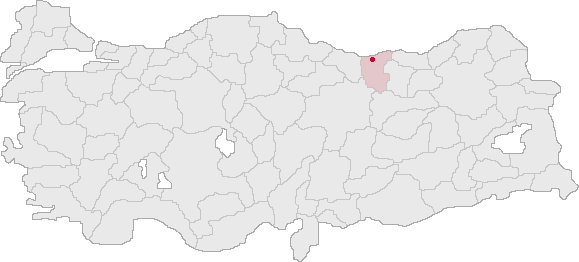
Położenie Giresun w Turcji

Giresun – miasto w północno-wschodniej Turcji nad Morzem Czarnym, stolica prowincji Giresun.
W mieście żyje około 90 000 ludzi (dane z 2003 roku). Giresun jest miastem dość bogatym,
co zawdzięcza temu, że z miasta eksportowane jest wiele produktów, jak między innymi wiśnie i orzechy laskowe. 
Nazwa "Giresun" (wcześniej: Kerason, Kerasounta) pochodzi z języka greckiego od Kerasus (półwysep) + ounta (grecki przyrostek).